# Juan Guaidó
Juan Gerardo Guaidó Márquez (La Guaira, 28 de juliol de 1983) és un enginyer i polític veneçolà, diputat nacional de Voluntat Popular per l'estat de Vargas. S'autoproclamà "president encarregat" el 5 de gener de 2019, però el cop resultà fallit, per manca de suport entre les forces armades, que es mantingueren lleials al govern de Nicolás Maduro.

## Biografia

### Primers anys i educació
Guaidó va créixer en una família de classe mitjana. Un avi era sergent de la Guàrdia Nacional de Veneçuela, mentre que l'altre era capità a l'Armada Veneçolana.
Després de viure la tragèdia de Vargas de 1999, que va deixar temporalment sense sostre la seva família, Guaidó va obtenir el seu títol de batxiller el 2000. Segons els seus companys, la tragèdia va influir en les seves opinions polítiques després que el llavors nou govern d'Hugo Chávez donés una resposta inefectiva al desastre.
Més endavant, Guaidó va aconseguir el títol d'enginyer industrial després de graduar-se a la Universitat Catòlica Andrés Bello el 2007. Guaidó també va fer estudis de postgrau a la Universitat George Washington i a l'Institut d'Estudis Superiors d'Administració.

### Activisme
Guaidó va formar part d'un moviment estudiantil que va protestar contra la decisió del govern veneçolà de no renovar la llicència de retransmissió a RCTV, un canal de televisió independent. El grup també va protestar contra intents de reforma del govern d'Hugo Chávez, incloent-hi el referèndum constitucional de Veneçuela de 2007.
Guaidó, juntament amb figures polítiques com Leopoldo López, va esdevenir membre fundador del partit Voluntat Popular el 2009. El 2014 en fou escollit coordinador nacional.
L'11 de gener de 2019, Guaidó va anunciar que assumiria les responsabilitats de l'article 233 de la constitució per convocar noves eleccions nacionals. Després d'això es va generar l'actual controvèrsia sobre si Guaidó havia assumit o no la presidència interina de Veneçuela. Al llarg del mes de gener de 2019, els Estats Units, Canadà, Brasil, Paraguai, Colòmbia, Argentina, Perú, Equador, Costa Rica, Xile i Guatemala van reconèixer Guaidó com a President de Veneçuela, fet que entra en conflicte amb altres països i amb el mateix govern veneçolà de Nicolás Maduro. L'11 de gener de 2019, van iniciar-se manifestacions a nivell nacional i internacional com un esforç coordinat en contra del govern de Maduro, originades per la crisi que es va produir quan l'Assemblea Nacional va nomenar com a president transitori i interí a Juan Guaidó i a l'hora es van organitzar manifestacions de suport al govern de Maduro. Almenys 1.569 persones moriren a mans de les Forces d'Acció Especial durant els primers sis mesos del 2019, alguns com a represàlia per la participació en manifestacions antigovernamentals. Les protestes es van reprendre parcialment a principis del 2020, però es van suspendre a causa de l'arribada de la pandèmia de COVID-19 a Veneçuela. El desembre de 2022 Guaidó va perdre el suport de la majoria parlamentària i fou cessat. Després d'això, i enmig de la seva precandidatura a les eleccions presidencials de Veneçuela de 2024, va abandonar el país.